# Зайцев, Вячеслав Михайлович
Вячесла́в Миха́йлович За́йцев (также был известен как Сла́ва За́йцев; при рождении Коку́рин; 2 марта 1938, Иваново — 30 апреля 2023, Щёлково, Московская область) — советский и российский художник-модельер, живописец и график, кутюрье; народный художник Российской Федерации (2006), лауреат Государственной премии Российской Федерации (1995), профессор, академик Российской академии художеств (2007). Создатель образов одежды ряда советских и современных деятелей культуры и искусства: Эдиты Пьехи, Аллы Пугачёвой, Муслима Магомаева, Филиппа Киркорова и других.

## Биография

### Детство и образование

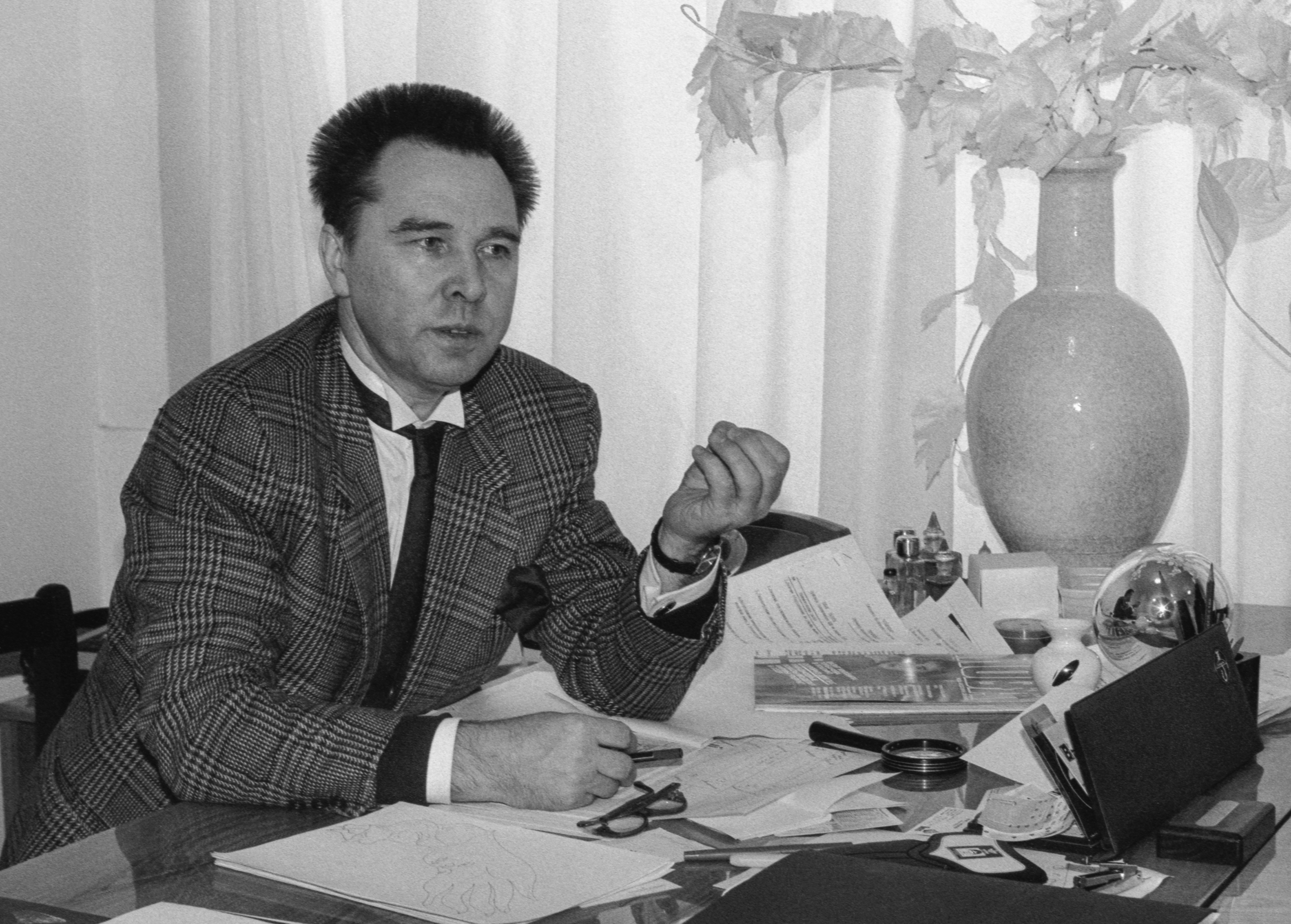
В рабочем кабинете, февраль 1990 года, автор фото: Лев Медведев

Родился 2 марта 1938 года в Иванове в семье рабочих Михаила Яковлевича Зайцева (1910—1994) и Марии Ивановны Кокуриной (1907—1978). Отец ушёл на войну, когда Славе было 3 года, попал в плен, из него бежал и дошёл до Берлина, но после войны его посадили как изменника Родины. Отца выпустили, когда Вячеславу было 20 лет. Вячеслав и его старший брат Владимир носили мамину фамилию Кокурин, а затем они взяли фамилию отца. Родители оформили брак, когда отец вернулся из лагерей. После смерти матери отец нашёл другую женщину, Вячеслав заботился о нём до конца его жизни. Владимир, который к тому времени уже умер, отсидел в тюрьме десять лет: сначала угнал велосипед, позже заступился за друга и избил милиционера; работал на заводе, куда его устроил Вячеслав, зарплату пропивал.
В 1945 году Вячеслав поступил в Ивановскую среднюю школу № 22, а в 1952 году начал учёбу в Ивановском химико-технологическом техникуме, который окончил в 1956 году по специальности «художник текстильного рисунка».

### Карьера модельера
В 1962 году, по окончании Московского текстильного института с отличием, был распределён на Экспериментально-техническую швейную фабрику Мособлсовнархоза в Бабушкинском районе и назначен её художественным руководителем. Фабрика находилась на Осташковской улице рядом с парком «Торфянка». В самом начале деятельности Зайцев создал коллекцию спецодежды для женщин-работниц области и села. Весной 1963 года он в качестве представителя швейной фабрики участвовал в проводившемся в Москве Всесоюзном методическом совещании — представил свою коллекцию на эстетическом совещании молодых художников. Художественный совет, председателем которого была директор и художественный руководитель СХКБ Министерства лёгкой промышленности РСФСР Алла Левашова, коллекцию Зайцева отверг. На показе присутствовали как советские, так и иностранные журналисты. Вскоре коллекцию спецодежды опубликовал французский журнал «Пари Матч» со статьёй «Он диктует моду Москве». 
Спустя три года, в 1965 году автора коллекции, так и не увидевшей свет, по этой статье разыскали Пьер Карден и Марк Боан (Dior). За время, предшествовавшее встрече, В. М. Зайцев сумел проявить себя настолько убедительно в создании модной женской одежды для торговой сети столицы и области, что был приглашён на должность художественного руководителя экспериментально-технического цеха Общесоюзного дома моделей одежды (ОДМО) на Кузнецком мосту. Ознакомившись с творчеством своего молодого коллеги из СССР, известные парижские кутюрье, в том числе и присутствовавший на встрече Ги Ларош, фактически признали его своим достойным собратом по профессии. Результатом их встречи явилась статья «Короли моды» в газете WWD.
В 1982 году Вячеслав Зайцев основал свой модный дом на Проспекте Мира, 21 в Москве. Дом моды и агентство моделей Z`S models https://yegorzaitsev.ru/agency/ работают в настоящее время.
Однако «равным среди равных», как называют себя избранные мастера моды мира, принадлежащие к Мезон де Кутюр в Париже, В. М. Зайцев стал почти через четверть века, в год своего пятидесятилетия (1988) — до 1986 года он был лишён возможности выезда в капиталистические страны. В ОДМО на Кузнецком мосту В. М. Зайцев проработал тринадцать лет, завершив свою деятельность в качестве заместителя художественного руководителя ОДМО, которым был с 1972 по 1978 год.
Результатом работы В. М. Зайцева в ОДМО явились: демонстрация его знаменитой «Русской серии» (1965—1968), коллекции по русским народным мотивам из ивановских ситцев (1976) и иных предложений в составе сводных коллекций ОДМО за рубежом (в США, Канаде, Японии, Франции, Югославии, Италии и многих других странах), но эти показы, принципиально важные для творческой деятельности художника, всегда проходили без участия автора.
В 1967 году В. М. Зайцев получил Гран-при за платье под девизом «Россия» на Всемирном фестивале моды в Москве.
Именно в данный период В. М. Зайцев начал восприниматься на Западе как лидер советской моды, его высокий авторитет выразился в присвоенном ему в западной прессе имени «Красный Диор», которое подчёркивало связь искусства модельера с лучшими традициями мировой моды.
В 1974 году чехословацкий журнал «Кветы» в «Обзоре моды за 100 лет» в галерее портретов выдающихся художников моды мира (Фредерик Ворт, Поль Пуаре, Габриэль Шанель, Кристиан Диор) рядом с именем Диора называет имя Вячеслава Зайцева.
Однако, будучи очень требовательным к себе и неудовлетворённым результатами своего труда в ОДМО, несмотря на длительные усилия возглавляемых им художников по соединению моды с жизнью, он расстаётся с работой, которой отдал долгие годы. Его доводы просты: при сложившейся системе многоступенчатых советов, государственного стандарта и отсутствии модной индустрии, модели искажают авторский замысел и устаревают в производстве, ещё не дойдя до потребителя, поэтому труд модельера неэффективен, а лозунг «оденем всех!» не содержит в себе правды.
Многие его проекты находили поддержку за рубежом. Например, в 1976 году чехословацкая фирма «Яблонэкс» приняла его авторскую работу — эскизы бижутерии, связывая их осуществление с украшением его же направляющих коллекций. Следствием этого явились персональные выставки В. М. Зайцева в Яблонце, Брно и Карловых Варах.
Покинув Дом моделей одежды на Кузнецком мосту, он в скором времени связал себя с фабрикой № 19 индпошива, на базе которой работал над модным ассортиментом вновь открываемого Дома Моды на проспекте Мира, 21, художественным руководителем которого стал в 1982 году, а в 1988 году на общем собрании коллектива был единогласно избран его директором. Именно здесь с 1982 года мастер создавал авторские коллекции моделей pret-a-porter и haute couture, постоянно занимаясь поиском стиля своей фирмы.
В числе наиболее известных коллекций мастера:
- «1000-летие Крещения Руси» (1987—1988) — показана в Нью-Йорке и Париже,
- «Русские сезоны в Париже» (1988) — показана в Париже,
- коллекция моделей одежды из европейских тканей (1988) — показана в Мюнхене,
- коллекция моделей мужской моды (1989) — показана во Флоренции на Неделе мужской моды,
- коллекция моделей женской одежды из отечественных тканей (1990) — показана в Токио на саммите «Пять выдающихся художников моды мира».

Показаны в Москве, России и ближнем зарубежье коллекции:
- 1990—1991 — «Агония перестройки»,
- 1992—1993 — «Ностальгия по красоте»,
- 1993—1994 — «Грёзы»,
- 1994—1995 — «Воспоминание о будущем»,
- 1995—1996 — «Пробуждение»,
- 1995—1996 — «Чума»,
- 1996—1997 — «Как молоды мы будем»,
- 1997 — «Соблазн»,
- 1997—1998 — «Событие»,
- 1998—1999 — «Листая памяти страницы»,
- 1999 — «Прозрение» — первая коллекция из меха в России,
- 2000 — «Тайны гармонии»,
- 2000—2001 — коллекция прет-а-порте и Кутюр сезона весна-лето,
- 2001 — прет-а-порте класса люкс,
- 2001 — «Посвящение»,
- 2002 — прет-а-порте,
- 2002 — «Нашествие»,
- 2003 — прет-а-порте,
- 2003 — «Дивертисмент»,
- 2004 — прет-а-порте,
- 2004 — «Ностальгия по временам ушедшим»,
- 2005 — «Импровизация»— прет-а-порте,
- 2005 — «Тайны соблазна»,
- 2006 — прет-а-порте де люкс,
- 2006 — «Игра с…» (2006),
- 2006 — «Фантасмагории»,
- 2008 — «Истоки»,
- 2010 — «Метаморфозы»,
- 2012 — «Ностальгия»,
- 2016 — «Ноктюрн»,
- 2018 — «Наследие»
- и т. д.

Наряду с модой, серьёзное внимание в своём творчестве В. М. Зайцев уделял живописи и рисунку.
Персональные выставки В. М. Зайцева неоднократно проходили в США (Нью-Йорк, Сан-Франциско, Лос-Анджелес), в Бельгии (Берсел, Кортрейк), в Эстонии (Таллин). Пять живописных и графических произведений В. М. Зайцева принадлежат Государственной Третьяковской галерее. Модели из коллекции «Как молоды мы будем» приобретены Музеем истории Москвы.
Долгая работа в театре по созданию костюмов сблизила художника со многими выдающимися актёрами, среди которых: Мария Бабанова, Любовь Орлова, Ангелина Степанова, Марк Прудкин, Михаил Ульянов, Владимир Зельдин, Андрей Миронов, Вера Васильева, Юлия Борисова, Людмила Максакова, Марианна и Анастасия Вертинские, Татьяна Лаврова, Галина Волчек, Марина Неёлова, Алиса Фрейндлих и многие другие.
В 1988 году В. М. Зайцев выполнил костюмы для солистов одного из бродвейских театров[какого?], поставившего мюзикл на музыку Дюка Эллингтона «Софистикейтед лейдиз».
Как художник костюмов, В. М. Зайцев принимал участие в постановке фильмов на студиях «Мосфильм» и им. Горького: «Фокусник», «Держись за облака», «Здравствуй, цирк», «Безымянная звезда».
Продолжительное время В. М. Зайцев работал над созданием костюмов для звёзд эстрады и чемпионов фигурного катания, «одевал» членов советской спортивной делегации на Олимпиаде-1980 и создавал новую униформу для советской милиции.
С 1989 года создал множество костюмов для группы «На-На», с руководителем группы, Бари Алибасовым сотрудничал многие годы, ещё с 1970-х, создал коллекцию костюмов для его рок-группы «Интеграл».

### Книги, телевидение и иная деятельность
Авторству Зайцева принадлежат две книги: бестселлеры 1980-х гг.: «Такая изменчивая мода» (изд. «Молодая гвардия») и «Этот многоликий мир моды» (изд. «Советская Россия») — обе вышли в 1980 году и в 1983 году были переизданы в Болгарии и Чехословакии.
В 1992 году издательство Агентства печати «Новости» выпустило на английском языке книгу о жизни и творчестве В. М. Зайцева «Ностальгия по красоте» (автор Л. Яралова).
В марте 2006 года издательство «Искусство XXI век» выпустило книгу-альбом «Слава Зайцев. Тайны Соблазна».
С 30 июля 2007 по 20 ноября 2009 года вёл телевизионную передачу «Модный приговор» на «Первом канале».
С 2009 года Вячеслав Зайцев был председателем жюри международного фестиваля моды «Губернский стиль».
В марте 2013 года к 75-летию мэтра издательская группа Navona выпустила книгу Сергея Есина «Слава Зайцев: Мастер и вдохновение».
В 2017 году издательский дом «Эксмо АСТ» выпустил автобиографическую книгу Вячеслава Зайцева «Мода. Мой дом».
В. М. Зайцев являлся почётным гражданином своего родного города Иваново.

### Смерть и погребение

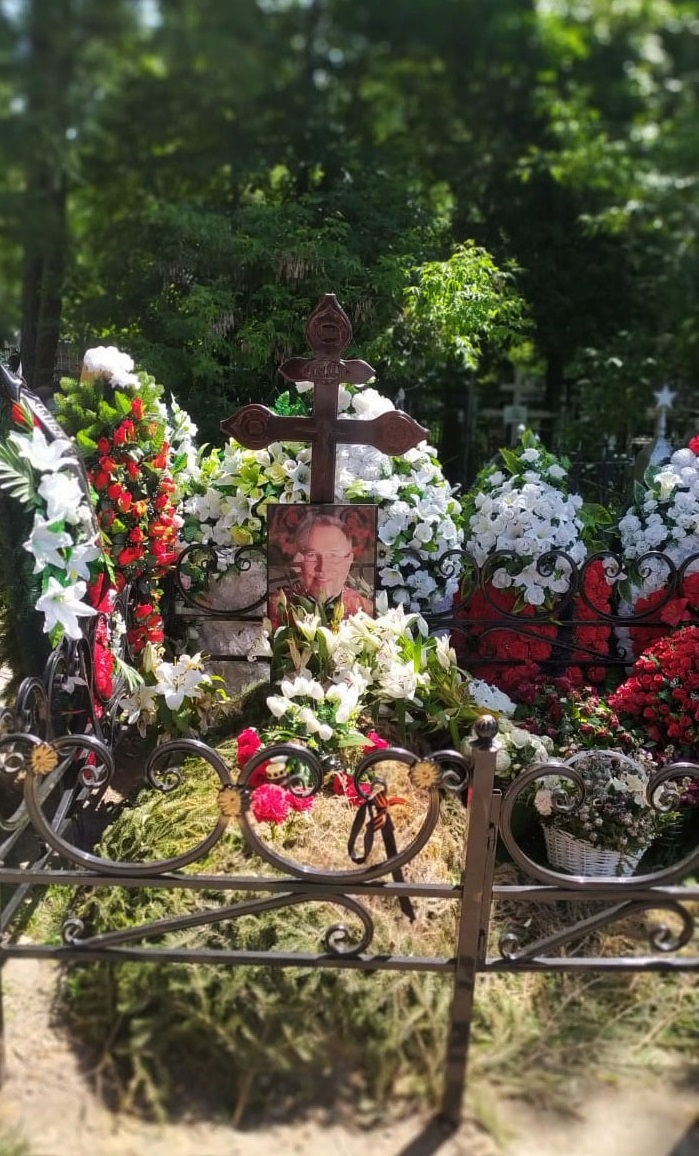
Могила Вячеслава Зайцева
на Жегаловском кладбище

Скончался 30 апреля 2023 года на 86-м году жизни в Щёлковской городской больнице, в которую был доставлен с внутренним кровотечением вследствие язвы желудка. 
Отпевание совершено 4 мая 2023 года в Троицком соборе Щёлкова (последние годы жизни Зайцев проживал в своём особняке в деревне Каблуково Щёлковского района).
Похоронен на Жегаловском кладбище (Щёлково), согласно решению его сына — модельера Егора Зайцева.
В 2024 году на могиле Вячеслава Зайцева установлен памятник.

## Семья
Брат — Владимир (1932—1978), рецидивист.
Первая жена — Марина (художница). Сын Егор Зайцев (1960—2024), дизайнер, член-корреспондент РАХ.
Вторая жена — Инна.

## Коллекции
Источник
1. 1963 — Коллекция спецодежды для работниц области и села, 1962 (отвергнута Методическим советом ОДМО, статья «Он диктует моду в Москве», журнал «Paris Match»).
2. 1965—1968 — «Русская серия», (показы ОДМО в США, Канаде, Японии без присутствия автора).
3. 1969 — Коллекция моделей женской одежды из тканей на основе химволокон корпорации Селаниз , 1969 (показы в Музее современного искусства, Нью-Йорк, без присутствия автора).
4. 1976 — Коллекция бижутерии по заказу компании Яблонекс (показы авторских коллекций одежды и бижутерии в городах Чехословакии).
5. 1976 — Коллекция моделей по русским народным мотивам из ивановских ситцев.
6. 1980 — Коллекция моделей для сборной СССР на ХХII Олимпийских играх.
7. 1984 — Коллекция моделей для промышленной выставки СССР в Загребе, 1984 (показы без участия автора).
8. 1985 — Коллекция моделей для Всемирной выставки Экспо-1985 в Цукубе, Япония, (показы без участия автора).
9. 1986 — Коллекция моделей для смешанного показа в рамках Дней культуры павильона СССР на Всемирной выставке средств продвижения в Ванкувере.
10. 1987 — Коллекция моделей «1000-летие Крещения Руси», 1987—1988, (показы в Париже и Нью-Йорке).
11. 1987 — Коллекция (направляющая) моделей в рамках лицензионного соглашения с фирмой Интерторг, 1987 (показы в США).
12. 1987 — Коллекция моделей Haute Couture «Тысячелетие крещения Руси».
13. 1988 — Коллекция моделей «Русские сезоны в Париже», 1988, (совместные показы с мадам Карвен в театре Мариньи[англ.], Париж. Получение права показа коллекций в сезонах Haute Couture).
14. 1988 — Коллекция моделей pret-a-porter (совместно с Егором Зайцевым) для советской экспозиции Всемирной выставки «Экспо-88»[англ.], Австралия, Брисбен;
15. 1988 — Коллекция моделей для второго совместного показа с мадам Карвен в музее моды «Галера[англ.]», Париж. 1988
16. 1988 — Коллекция моделей одежды из европейских тканей, кожи и дублёнок в рамках Недели моды, Мюнхен.
17. 1989 — Коллекция моделей мужской моды, 1989 (показы на Неделе мужской моды во Флоренции).
18. 1989 — В. М. Зайцев признан «Человеком года в мире моды».
19. 1990 — Коллекция моделей pret-a-porter de luxe «Агония перестройки».
20. 1990 — Коллекция моделей женской одежды из отечественных тканей (показ и победа на саммите «Пять выдающихся художников моды мира», Токио).
21. 1991 — Коллекция моделей униформы Национальной Гвардии и российской милиции.
22. 1991 — Коллекция для международного гала-шоу «Единая Германия», (показы в Берлине).
23. 1992 — Коллекция моделей pret-a-porter de luxe «Ностальгия по красоте».
24. 1993 — Коллекция моделей pret-a-porter de luxe fw 1993/1994 «Грёзы».
25. 1994 — Коллекция моделей pret-a-porter de luxe fw 1994/1995 «Воспоминание о будущем».
26. 1995 — Коллекция моделей pret-a-porter de luxe fw 1995/1996 «Пробуждение».
27. 1995 — Коллекция моделей pret-a-porter de luxe «Чума».
28. 1996 — Коллекция моделей pret-a-porter de luxe «Соблазн».
29. 1996 — Коллекция моделей pret-a-porter de luxe fw 1996/1997 «Как молоды мы будем» (приобретены Музеем истории Москвы).
30. 1997 — Коллекция моделей pret-a-porter de luxe fw 1997/1998 «Событие».
31. 1998 — Коллекция моделей pret-a-porter de luxe «Листая памяти страницы».
32. 1999 — Коллекция моделей pret-a-porter de luxe ss 2000.
33. 1999 — Коллекция моделей одежды из меха pret-a-porter de luxe «Прозрение».
34. 2000 — Коллекция моделей pret-a-porter de luxe «Тайны гармонии».
35. 2000 — Коллекция моделей pret-a-porter de luxe ss 2001.
36. 2001 — Коллекция моделей pret-a-porter de luxe «Посвящение».
37. 2001 — Коллекция моделей pret-a-porter 2002.
38. 2001 — Коллекция моделей Haute Couture 2002.
39. 2002 — Коллекция моделей pret-a-porter de luxe «Нашествие».
40. 2002 — Коллекция моделей pret-a-porter de luxe fw 2002/2003.
41. 2003 — Коллекция моделей pret-a-porter de luxe «Дивертисмент».
42. 2003 — Коллекция моделей pret-a-porter 2004.
43. 2004 — Коллекция моделей pret-a-porter de luxe «Ностальгия по временам ушедшим…»
44. 2004 — Коллекция моделей pret-a-porter de luxe ss 2005 «Импровизация».
45. 2005 — Коллекция моделей pret-a-porter de luxe «Тайны Соблазна».
46. 2005 — Коллекция моделей pret-a-porter de luxe 2006.
47. 2006 — Коллекция моделей Haute Couture «Остановись мгновенье…»
48. 2006 — Коллекция моделей pret-a-porter de luxe ss 2006 «Игра с…»
49. 2006 — Коллекция моделей pret-a-porter de luxe ss 2007.
50. 2006 — Коллекция моделей pret-a-porter de luxe fw 2006/2007 «Фантасмагории».
51. 2007 — Коллекция моделей pret-a-porter de luxe «России посвящается».
52. 2007 — Коллекция моделей pret-a-porter de luxe «Светотени».
53. 2007 — Коллекция моделей pret-a-porter de luxe ss 2008 «С любимыми не расставайтесь…»
54. 2007 — Коллекция моделей pret-a-porter de luxe fw 2007/2008 «Ожидание перемен».
55. 2007 — Коллекция моделей pret-a-porter de luxe «Фантасмагории».
56. 2008 — Коллекция моделей pret-a-porter de luxe ss 2009.
57. 2008 — Коллекция моделей pret-a-porter de luxe fw 2008/2009 «Истоки».
58. 2009 — Коллекция моделей Haute Couture «Русский модерн. Третье тысячелетие».
59. 2009 — Коллекция моделей pret-a-porter de luxe ss 2010 «Вопреки!»
60. 2009 — Коллекция моделей pret-a-porter de luxe fw 2009/2010.
61. 2010 — Коллекция моделей pret-a-porter de luxe fw 2010/2011 «Метаморфозы».
62. 2010 — Коллекция моделей pret-a-porter de luxe fw 2010/2011 «Прорыв».
63. 2011 — Коллекция моделей pret-a-porter de luxe fw 2011/2012 «Полнолуние».
64. 2011 — Коллекция моделей pret-a-porter de luxe ss 2012 «Spring Classic».
65. 2012 — Коллекция моделей pret-a-porter de luxe fw 2012/2013 «Ассоциации».
66. 2012 — Коллекция моделей pret-a-porter de luxe ss 2013 «Ностальгия».
67. 2013 — Коллекция моделей pret-a-porter de luxe fw 2013/2014 «Ностальгия-2».
68. 2013 — Коллекция моделей pret-a-porter de luxe ss 2014 «На распутье».
69. 2013 — Коллекция моделей Haute Couture 2014.
70. 2014 — Коллекция моделей pret-a-porter de luxe fw 2014/2015 «Импровизация. 1990-е …»
71. 2014 — Коллекция моделей pret-a-porter de luxe ss 2015 «Из прошлого в будущее».
72. 2015 — Коллекция моделей pret-a-porter de luxe fw 2015/2016 «Ноктюрн».
73. 2015 — Коллекция моделей pret-a-porter de luxe ss 2016 «Узоры жизни».
74. 2016 — Коллекция моделей pret-a-porter de luxe «Золотой век».
75. 2016 — Коллекция (круизная) моделей pret-a-porter de luxe ss 2016 «Экзерсис».

## Педагогическая и просветительская деятельность
- 1976 — Доцент кафедры моделирования одежды факультета прикладного искусства Московского технологического института — ныне Российского государственного университета туризма и сервиса (Высшая школа дизайна).
- 1992—1996 — Профессор кафедры моделирования одежды факультета прикладного искусства Московского технологического института — ныне Российского государственного университета туризма и сервиса (Высшая школа дизайна).
- 1993 — Создатель и глава жюри ежегодного конкурса «Текстильный салон», Иваново.
  - инициатор и попечитель конкурса «Талант», Иваново.
- 1994 — Создатель и глава жюри ежегодного конкурса профессиональных модельеров им. Надежды Ламановой, Москва.
- 1994 — Создатель и глава жюри ежегодного конкурса детских театров моды «Золотая игла», Москва, Россия.
- 1994 — Создатель и глава жюри постоянно действующего конкурса молодых модельеров и художников костюма «Экзерсис».
- 1995 — Создатель, художественный руководитель и председатель жюри ежегодного конкурса «Бархатные сезоны в Сочи».

## Театральные работы
Значительную и многолетнюю область творческой деятельности В. М. Зайцева составляет театральный костюм, сценография, театральный плакат. Для более двух десятков спектаклей столичных театров В. М. Зайцев выполнил сценические костюмы: Театр сатиры («Безумный день, или Женитьба Фигаро», «Её превосходительство»), МХАТ («Последние», «Эта странная миссис Сэвидж», «Всё кончено»), Театр имени Вахтангова («Принцесса Турандот», «Мартовские иды», «Ричард III»), Театр имени Моссовета («Сердце Луиджи»), «Современник» («Три сестры», «Вишнёвый сад», «Анфиса», «Лоренцаччо», «Кто боится Вирджинии Вулф?»), «Ромэн» («Здравствуй, Пушкин», «Мы — цыгане»). В 2013 году Вячеслав Зайцев создал костюмы к спектаклю «Пиковая дама», режиссёр Андрей Житинкин, Малый театр.
В. М. Зайцев создал костюмы к ряду спектаклей театров других городов, в том числе, для Театра балета «Эрмитаж» в Санкт-Петербурге.
В 1981 г. для постановки Галиной Волчек чеховского спектакля «Вишнёвый сад» в ГДР (г. Веймар) и в Венгрии (г. Будапешт), В. М. Зайцев был приглашён в качестве художника по костюмам; к этим же спектаклям он выполнил и театральные плакаты.
Вячеслав Зайцев — создатель костюмов к авангардному спектаклю по пьесе Михаила Волохова "Лесбияночки шума цунами". А также "Людмила Гурченко Живая" по пьесам Михаила Волохова. Режиссёром к этому спектаклю выступил Андрей Житинкин.

### Сценография
1. 1963 — Костюмы к спектаклю «Принцесса Турандот», Театр имени Евгения Вахтангова.
2. 1965 — Костюмы к спектаклю «Сердце Луиджи», Театр имени Моссовета.
3. 1966 — Костюмы к спектаклю «Эта странная мисс Сэвидж», МХАТ.
4. 1967 — Костюмы к кинофильму «Фокусник».
5. 1971 — Костюмы к кинофильму «Держись за облака».
6. 1973 — Костюмы к спектаклю «Безумный день, или Женитьба Фигаро», Театр сатиры.
7. 1976 — Костюмы к спектаклю «Ричард III», Театр имени Евгения Вахтангова.
8. 1978 — Костюмы к телефильму «Безымянная звезда».
9. 1979 — Костюмы к кинофильму «Отель 'У погибшего альпиниста' (фильм)» (производство студии «Таллинфильм»).
10. 1979 — Костюмы к спектаклю «Её превосходительство», Театр сатиры.
11. 1980 — Костюмы к спектаклю «Всё кончено», МХАТ.
12. 1981 — Костюмы к спектаклю «Последние», МХАТ.
13. 1982 — Костюмы к спектаклю «Вишнёвый сад», «Современник».
14. 1986 — Костюмы к спектаклю «Лоренцаччо», «Современник».
15. 1987 — Костюмы к третьему телеспектаклю — «Суд» 12-го выпуска — «С роботами не шутят» телеальманаха «Этот фантастический мир», Главная редакция программ для детей и юношества, Центральное телевидение СССР
16. 1988 — Костюмы к мюзиклу «Софистикейтед лейдиз» на музыку Дюка Эллингтона, Бродвей, Нью-Йорк.
17. 1990 — Костюмы к спектаклю «Анфиса», «Современник».
18. 1991 — Костюмы к спектаклю «Мартовские иды», Театр имени Евгения Вахтангова.
19. 1991 — Костюмы к спектаклю «Кто боится Вирджинии Вульф?», «Современник».
20. 2001 — Костюмы к спектаклю «Три сестры», Театр Современник.
21. 2015 — Костюмы к спектаклям Государственного Малого Театра: «Пиковая Дама», «Маскарад», «Молодость Людовика XIV».

Также на счету Зайцева — сценические костюмы Муслима Магомаева, Иосифа Кобзона, Тамары Синявской, Эдиты Пьехи, Александры Стрельченко, Людмилы Зыкиной, Аллы Пугачёвой, Филиппа Киркорова, Юлиана, ансамблей «Гайя», «Машина времени», «На-на»

## Награды и звания
Государственные награды:
- Медаль «За трудовую доблесть» (1974)
- Орден «Знак Почёта» (14 ноября 1980) — за большую работу по подготовке и проведению Игр XXII Олимпиады[31]
- Медаль «Ветеран труда» (1983)
- Заслуженный деятель искусств РСФСР (11 февраля 1991) — за заслуги в области дизайна моды и многолетнюю плодотворную работу по пропаганде искусства моделирования одежды[32]
- Государственная премия Российской Федерации в области литературы и искусства 1995 года (27 мая 1996) — в области дизайна; за коллекции одежды «Воспоминание о будущем» и «Пробуждение»[33].
- Орден «За заслуги перед Отечеством» IV степени (4 марта 1998) — за большой вклад в отечественную культуру и развитие российской школы моделирования одежды[34]
- Заслуженный работник текстильной и лёгкой промышленности Российской Федерации (2002)[35]
- Премия президента Российской Федерации в области литературы и искусства 2003 года (13 февраля 2004 года) — за выдающийся творческий и научный вклад в художественную культуру России[36]
- Народный художник Российской Федерации (1 декабря 2006) — за большие заслуги в области изобразительного искусства[37].

Другие награды, премии, поощрения и общественное признание:
- Золотая медаль ВДНХ (1983)
- Почётный гражданин города Иваново (1994)
- Премия Овация (1995)
- Доктор искусствоведения (2002)[источник не указан 838 дней]
- Академик РАХ (2007)[35]
- Медаль ордена Ивана Калиты (Московская область) (26 февраля 2008)[38]
- Премия Правительства Российской Федерации в области культуры (2009)[39]
- Медаль «За Веру и Подвижничество», Общероссийского Общественного Движения содействия духовному развитию населения «За Государственность и Духовное возрождение Святой Руси» (2015)
- Нагрудный знак РФ «За вклад в российскую культуру» (2018, Министерство культуры Российской Федерации)[40]
- Почётный гражданин Щёлковского муниципального района Московской области

## Фильмы и телепередачи
- Как стать звездой (1986) — камео
- Телеальманах «Этот фантастический мир», 12-й выпуск (1987) — «С роботами не шутят», часть третья — «Суд», эпизод — роль машиниста вагона (Главная редакция программ для детей и юношества, Центральное телевидение СССР)
- «Вячеслав Зайцев. Линия жизни» (телеканал «Культура», 2005).
- «Вячеслав Зайцев. „Личная жизнь“» («Первый канал», 2008)[41]
- «Вячеслав Зайцев. „Всегда в моде“» («Первый канал», 2013)[42]
- «Вячеслав Зайцев. „Слава и одиночество“» («Первый канал», 2018)[43][44]
- «Вячеслав Зайцев. „Феномен мира моды“» («Мир», 2018)[45]

## В культуре
- 2015 год — кинокомпаниями «FILM.UA» и «Shpil» снят двенадцатисерийный псевдобиографический художественный фильм «Красная королева». Роль Вячеслава Зайцева сыграл Василий Цыганцов.